# Святопетрівське
Святопетрі́вське (з 1568 до поч. 1571-х — хутір Куликівка; до 2012 року — Петрівське) — село в Україні, у Білогородській сільській громаді Бучанського району Київської області. Населення становить понад 29200 осіб.

## Розташування
Село Святопетрівське розташоване у східній частині Бучанського району, за п'ять кілометрів від Києва. Село  межує з Бояркою на півдні, з Вишневим — на сході, з Білогородкою — на північному заході.

## Історія
Святопетрівське — одне з наймолодших сіл Бучанського району, засноване у 1928—1929 роках.
Його заснували селяни з Білогородки. Називалося село у ті роки хутір Куликівка. Таку назву йому дали тому, що в заростях навколо хутора водилося багато куликів.
За переказами, першим переселенцем був Ілько Бобренко, який жив там, де нині починається вулиця Володимирська. Також на хутір переселилися сім'ї Михайла Дем'яновича Давиденка, Антона Федоровича Овсієнка (до речі, прадід чинного сільського голови Антона Овсієнка), Івана Назаровича Давиденка, Опанаса Савелійовича Давиденка, Олени Савівни Давиденко, Андрія Мусійовича Наконечного, Олександра Степановича Мякенького, Сидора Тимофійовича Грибиш, Олексія Семеновича Гончаренка. Більшість цих сімей створили товариство зі спільної обробки землі «Червоний плугатар» (зіпсованою російською «Красний пахар»), головою якого обрали Михайла Дем'яновича Давиденка.
Кожен селянин мав по 1 га землі для вирощування городини, коня та воза. У товаристві на той час були молотарка, косарка, культиватор.
До 1930 року до Куликівки з Білогородки переселилося ще майже 100 сімей. Жили одноосібно, кожен обробляв свою землю, мав по кілька десятин землі. Земельні наділи «Червоного плугатаря» простягалися до дороги, від радгоспу до цвинтаря. Орали кіньми, а садили та сіяли вручну. Вирощували картоплю, капусту, моркву, огірки, помідори.
Упродовж 1928—1930 років дітей возили до школи і дитячого садка у Білогородку. На початку 30-х років на базі комуни СОЗ «Червоний плугатар» створено колгосп «П'ятирічка», який у 1931 року був названий імені Григорія Петровського — на честь голови Всеукраїнського виконавчого Комітету Рад,  який того року відвідав Білогородку.
З 1930 до 1932 роки господарство знаходилося на території садиби Грицька Пінчука (вул. Червоний плугатар, 94), а в хаті його сина була контора. У 1932 році колгосп ім. Петровського приєднали до Білогородського колгоспу ім. П'ятирічки. За рік колгосп знову став самостійним. Головою обрано Опанаса Савелійовича Давиденка. Агрономом з МТС призначено Грушицького, який почав створювати ланки. До першої ланки входило 12 жінок. Ланковою було обрано Марію Дмитрівну Тищенко. Ланка вирощувала овочі. Навесні 1933 року коней не було чим годувати.
Не оминула село страшна трагедія — організований комуністичної партійною верхівкою Голодомор 1932—1933 років.
Після складних років Голодомору село почало поступово відроджуватися, цьому сприяли працьовиті люди, які жили в Куликівці. На той час в селі вже була своя ферма, яка набула слави однієї з показових. Та в мирне життя свої корективи внесла Друга світова війна. Усі чоловіки, придатні до служби в армії, були мобілізовані. Колгосп розпався. В селі залишилися здебільшого тільки люди похилого віку, жінки та діти. А в жовтні 1941 року село окупували гітлерівці. Жителів окупованої території чекали значні випробування. Майже 50 петрівчан були примусово вивезенні на роботу до Німеччини.
6 листопада 1943 року Петрівське було відвойоване Червоною Армією. Тіла вояків Радянської армії, які загинули під час звільнення села, нині покояться в братській могилі, що розташована по вулиці Центральній, де тепер стоїть пам'ятник загиблим воїнам.
Одразу після звільнення села петрівчани почали відбудовувати господарство. Нацисти, відступаючи, забрали весь урожай, худобу та реманент. Тож довелося все починати спочатку. Комуністи конфісковували практично все у жителів села, щоб відновити колгоспне господарство. Перші повоєнні роки люди працювали безкоштовно. Не було нової техніки. Спершу відремонтували стайню, яка була зроблена до війни із саману.
У 1949 колгосп імені Петровського приєднано як бригаду до Білогородського колгоспу «Друга П'ятирічка». Поступово господарство почало обслуговуватися на МТС, що знаходилася у Вишневому. Почали платити за трудодень. У 1959 році колгоспи були об'єднані в радгосп «Білогородський». У 1949 розпочалося будівництво школи. І вже за рік у новій школі на 4 класи працювали Іван Антонович Мазур та Катерина Іванівна Лунько. А 15 серпня 1960 відбулося відкриття Петрівської початкової школи.
У 1958 на хуторі було збудовано першу крамницю, а за два роки почалося будівництво теплиць. А на початку 60-х років в Петрівському зведено нову контору (нині приміщення дитячої школи мистецтв, другий корпус). Тут знаходилося керівництво відділку, а також бібліотека.
Відповідно до наказу міністерства радгоспів УРСР за № 1075 від 25 грудня 1970 на базі 4 відділення радгоспу «Білогородський» створено радгосп республіканського значення «Плодорозсадницький», який мав забезпечувати господарства республіки саджанцями плодових та ягідних культур.
Розвиток господарства сприяв розбудові населеного пункту. До Петрівського на роботу приїздять молоді сім'ї, відтак виникає потреба у будівництві житла. Село починає інтенсивно розбудовуватися. У 1973 році зведено двоповерховий житловий будинок на 8 квартир, а за чотири роки — 60-квартирний будинок гостинного типу. У 80-х роках в селі споруджується ще два багатоквартирних будинки. Нова будівля на 40 квартир прикрасила село і на початку 90-х.
Перший дитячий садочок Петрівського знаходився у пристосованому приміщенні по вулиці Тепличній. Своє новосілля у 1986 році відсвяткувала й Петрівська школа. Приміщення ж, в якому раніше знаходився заклад освіти, переобладнано під клуб, в якому також був свій кінозал.
У 1990 році село мало дві асфальтовані дороги, охайні будинки, вулиці, прикрашені зрубленими дерев'яними криницями. До будинків проведено газ і парове опалення.
20 вересня 1990 року є Днем створення Петрівської сільської ради, головою виконавчого комітету було обрано Бориса Степановича Дворачка. Посаду секретаря виконкому обійняла Олена Клавдіївна Ковтун, голови ради — Василь Петрович Мнишенко, секретаря ради — Валентина Семенівна Подопригора, яка згодом стала секретарем виконкому. За чотири роки Бориса Степановича Дворачка знову обрано на посаду голови Петрівської сільської ради. Зміни, які відбувалися в країні, позначилися на всіх сферах життя. У 1994 році створено ВАТ «Плодорозсадницьке». За два роки здійснено майнове та земельне паювання.
На виборах до місцевих рад 1998 року сільським головою обрано Василя Петровича Мнишенка, а секретарем ради — Наталію Андріївну Печену. Посаду секретаря виконкому обіймає Антоніна Петрівна Волчанська.
На чергових виборах до місцевих рад, які відбулися у 2002 р. та 2006 р., Василя Петровича було переобрано сільським головою. За 12 років його діяльності на посаді сільського голови в Петрівському сталося чимало позитивних зрушень. Зокрема, за допомогою сільської ради було газифіковано масиви «Шкільний», «Приозерний-1», «Приозерний-2», створено КП «Петрівське». У цей період на території ради збудовано МБФ «Отчий дім» для дітей-сиріт, на сільському кладовищі зведено капличку, частково проведено освітлення вулиць села, відремонтовано приміщення Петрівської дитячої школи мистецтв. У 2004 році на базі фельдшерсько-акушерського пункту відкрито медичну амбулаторію. Зроблено капітальний ремонт приміщень з індивідуальним опаленням та прибудову. Облаштовано фізіотерапевтичний кабінет, медичну лабораторію для проведення аналізів, стоматологічний кабінет з новим обладнанням.
27 листопада 2006 року відбулося освячення церкви Архістратига Божого Михаїла, настоятелем якої є протоієрей Михаїл (Ткач). Сьогодні церква є осередком духовного життя села. Згодом на церковному подвір'ї було зведено недільну школу, де зараз проводиться навчання для дітей, та купель для проведення обряду хрещення. Також пастор Володимир Петрович Гришко відкрив у Петрівському Молитовний будинок.
На виборах до місцевих рад 30 жовтня 2010 року сільським головою обрано Антона Михайловича Овсієнка, секретарем ради стала Галина Іванівна Малихіна.
На виборах до місцевих рад восени 2015 року переважна кількість виборців села вдруге підтримала кандидатуру Антона Михайловича Овсієнка на посаду сільського голови.
За останні роки Святопетрівське змінило своє обличчя, стало більш сучасним та ошатнішим.

## Сьогодення
Восени 2012 року в Святопетрівському відбулося масштабне відкриття Українського тенісного центру, який став окрасою населеного пункту та перетворив його на епіцентр тенісного життя всієї країни. Того ж року позитивні перетворення відбулися й на центральній вулиці села. Тут проведено капітальний ремонт дорожнього покриття, а також встановлені сферичні дзеркала. За останні роки змінилися й освітні заклади. У Святопетрівській школі було проведено ремонт спортивної зали та харчоблоку, нові меблі придбані для дитячого садочка «Буратіно», також проведені роботи з його утеплення. Територію села прикрасили десятки нових дитячих майданчиків.
На подвір'ї школи збудовано сучасний стадіон та унікальний спортивний майданчик Street Fight.
Відбулося відкриття нового корпусу Святопетрівської дитячої школи мистецтв, яка за кількістю вихованців є найбільшою в області. У нове приміщення переїхала сільська амбулаторія. У центральній частині села збудовано сучасний сквер, що став улюбленим місцем для культурного дозвілля дорослих та дітей. Значну увагу місцева влада приділяє питанню будівництва доріг, благоустрою населеного пункту, розвитку об'єктів соціальної інфраструктури села.
Нині в Святопетрівському майже завершено будівництво нового корпусу дитячого садочка «Буратіно». На території закладу також планують спорудити модульний басейн для малечі.

## Населення

### Мова
Розподіл населення за рідною мовою за даними перепису 2001 року:
| Мова       | Кількість | Відсоток |
| ---------- | --------- | -------- |
| українська | 1917      | 95.99%   |
| російська  | 76        | 3.81%    |
| білоруська | 3         | 0.15%    |
| румунська  | 1         | 0.05%    |
| Усього     | 1997      | 100%     |

## Культура
У травні 2012 року на території сільської школи встановлено пам'ятник Тарасові Григоровичу Шевченку. Автори пам'ятника — Олесь Сидорук і Борис Крилов. Роком раніше після капітального ремонту та реконструкції розпочав свою роботу клуб села, в приміщенні якого наразі знаходиться поштове відділення.
24 серпня 2016 по вулиці Білогородській відкрито пам'ятник добровольцям. Прообразом для скульптури став «кіборг» Сергій «Сєвєр» Табала, котрий загинув при захисті Донецького аеропорту. Фігура виконана іванофранківським скульптором Борисом Данилюком на замовлення Олександра Тигова.
14 жовтня 2019 у житловому комплексі «Петровський квартал» встановлено пам'ятник «Кузьмі Скрябіну» Андрію Кузьменку скульптора Бориса Данилюка за сприяння місцевого депутата Олександра Тигова. На відкритті були присутні батьки Андрія.
З листопада 2017 в селі працює спортивно-патріотичний комплекс «Доброволець». У складі комплексу функціонує музей «Від майдану до війни» і спортивні гуртки. Особливістю комплексу є безкоштовні заняття для дітей.

## Галерея

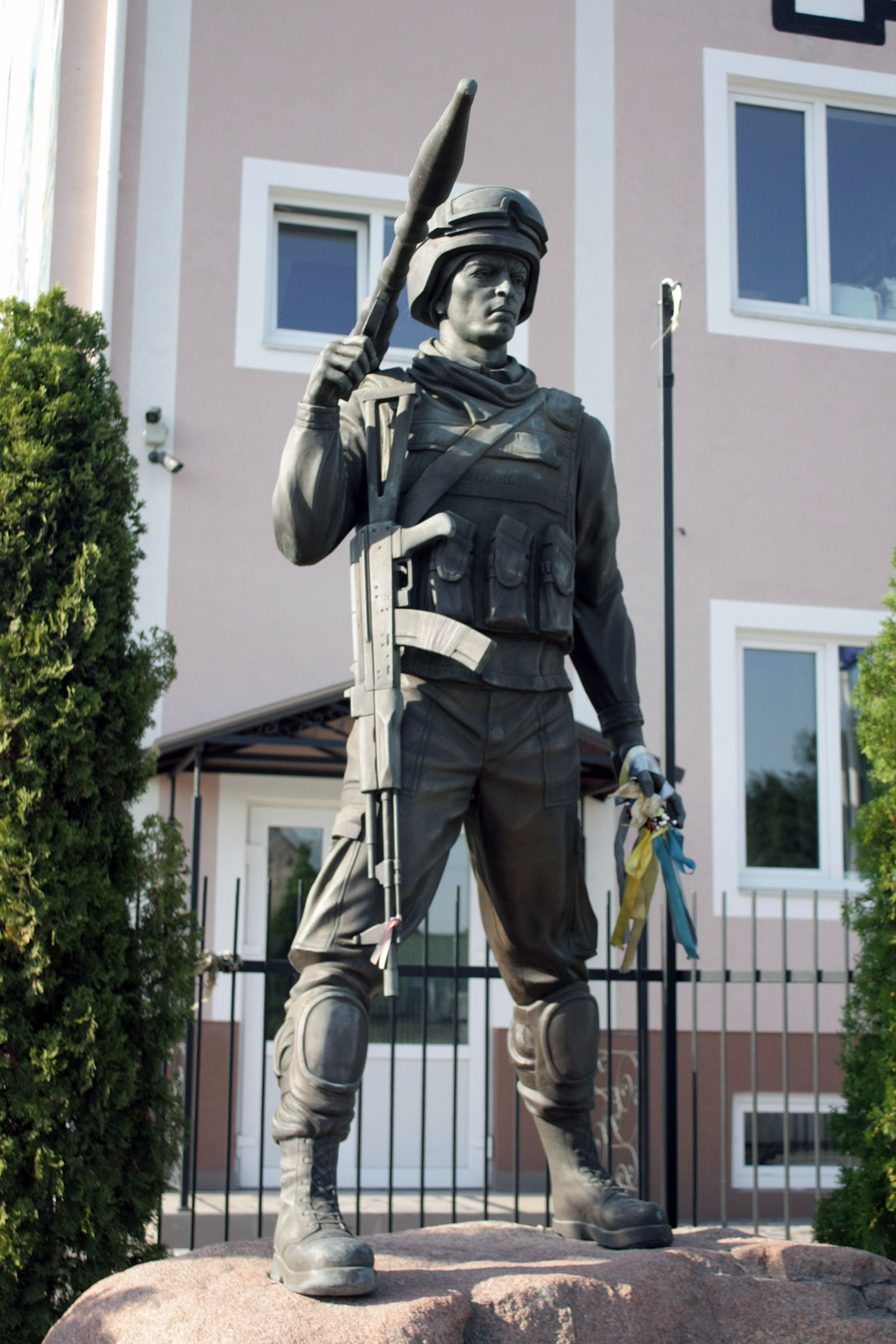
пам'ятник добровольцям
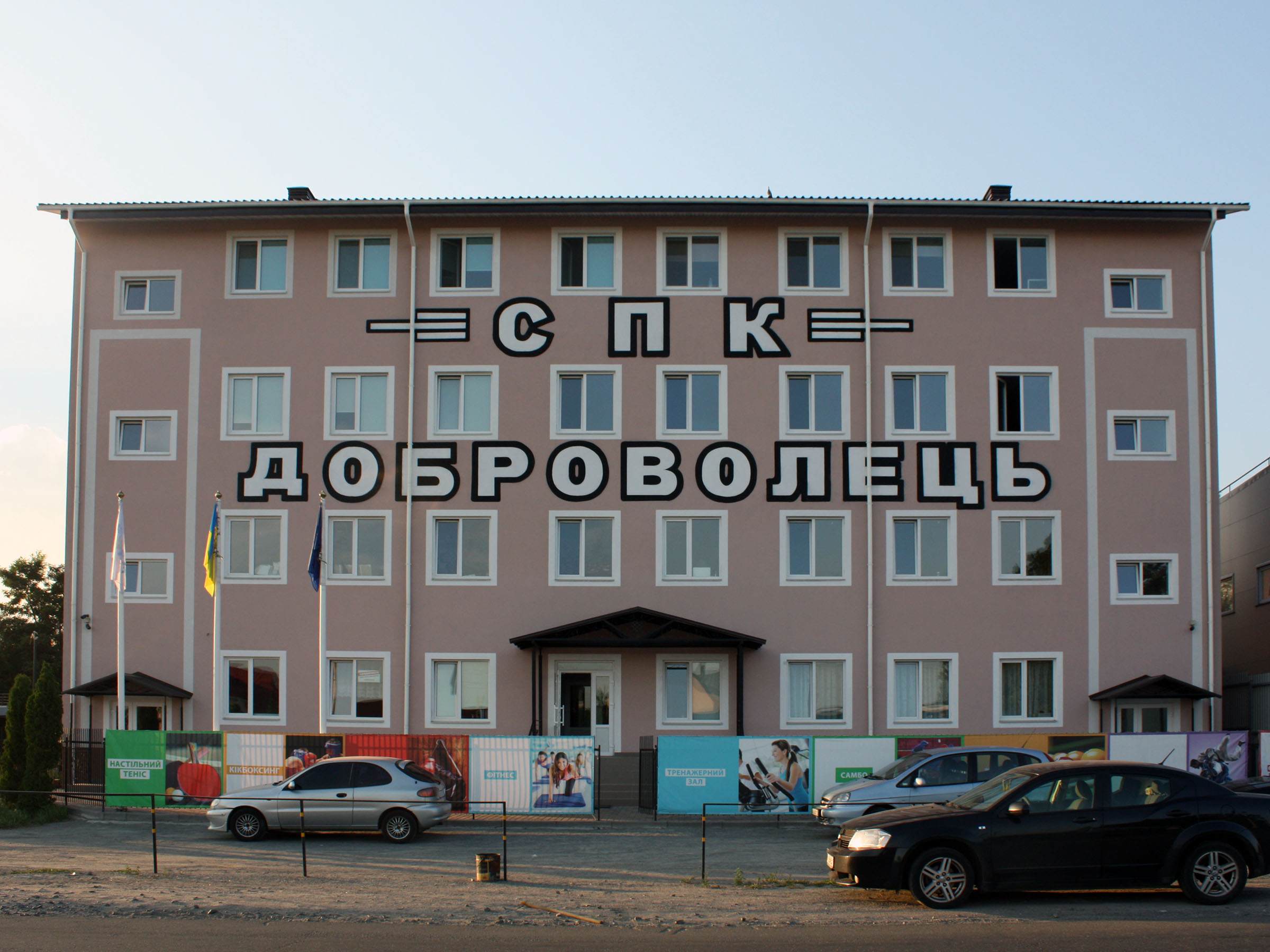
спортивно-патріотичний комплекс «Доброволець»
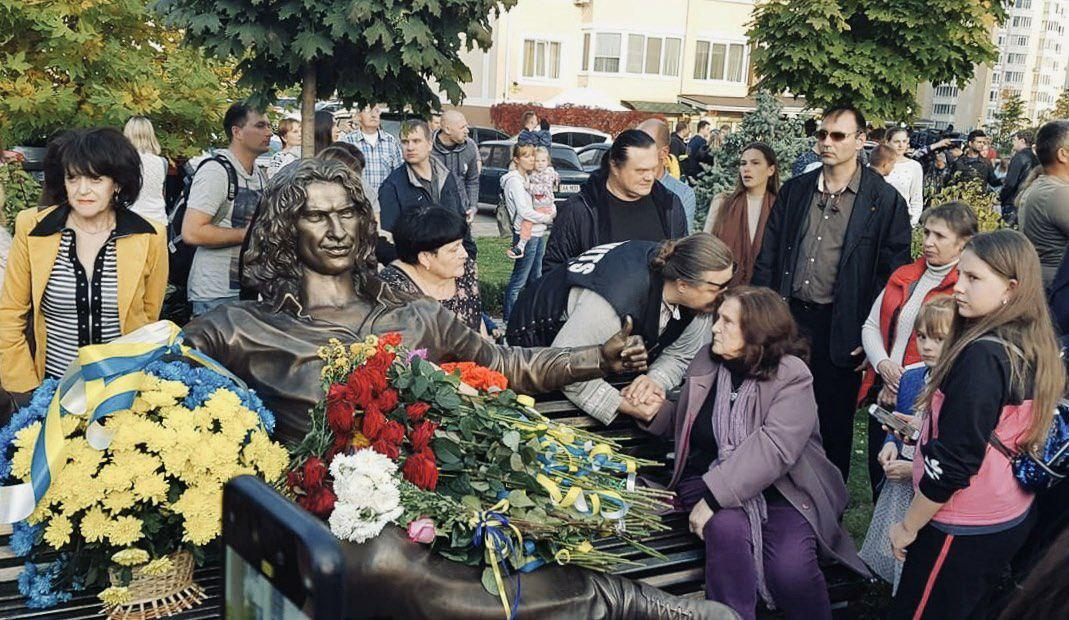
Відкриття пам'ятнику Кузьмі Скрябіну 14 жовтня 2019. На лаві сидить мати Андрія
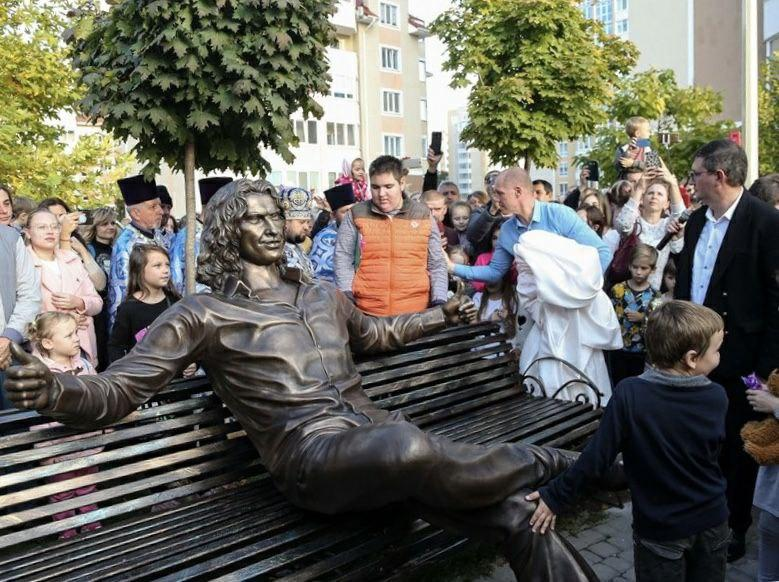
Відкриття пам'ятнику Андрію Кузьменку
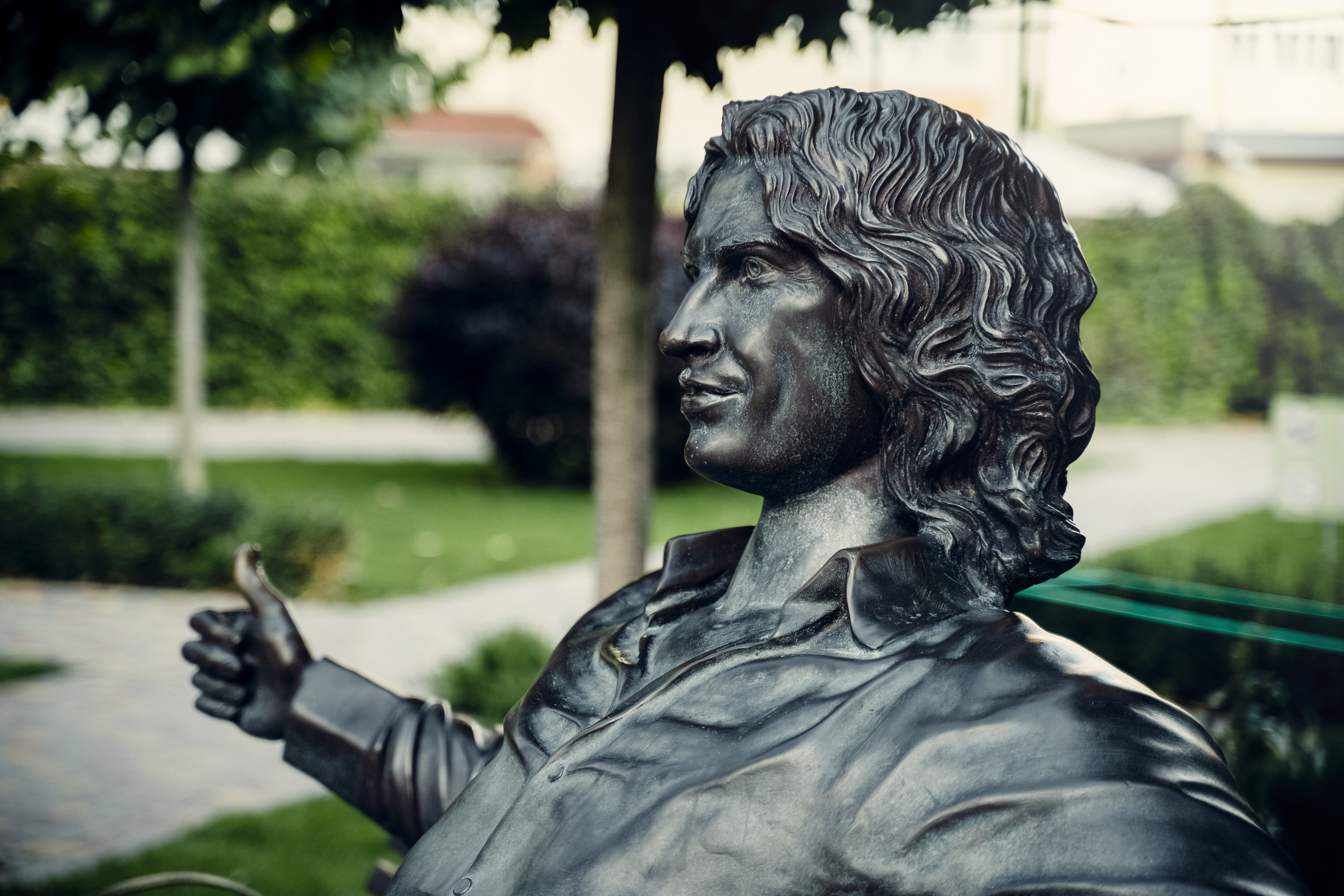
Пам’ятник українському співаку, композитору, письменнику та продюсеру Андрію Кузьменко
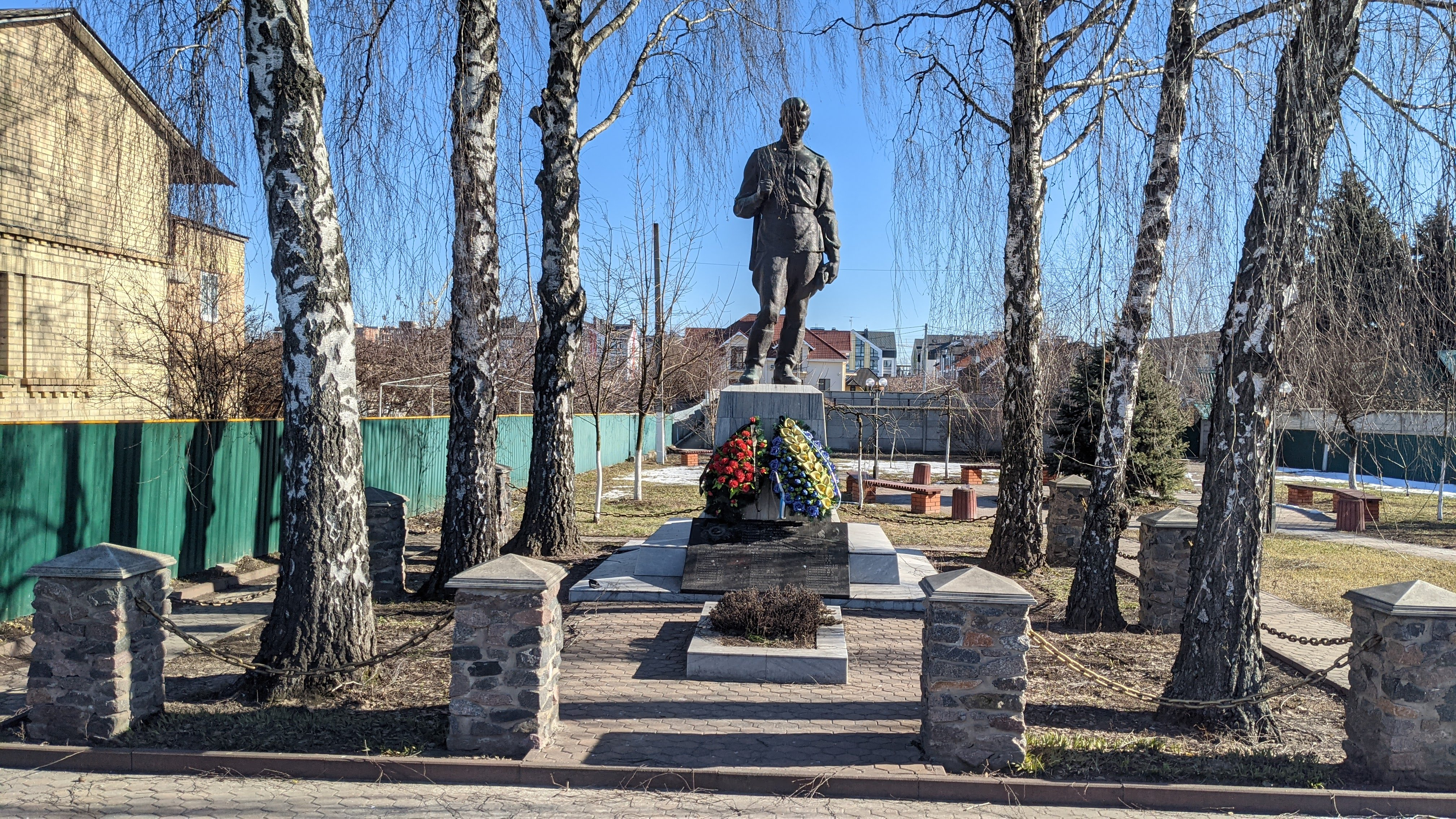
Пам'ятник воїнам-односельцям, які загинули в роки Другої світової війни
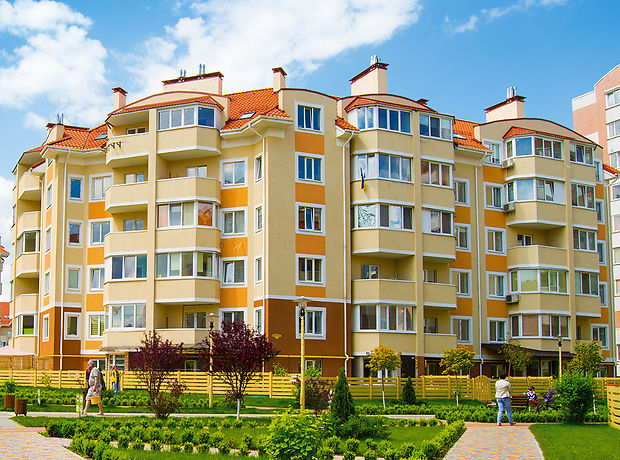
Новий будинок у Петрівському кварталі